# Valentine Davies
Valentine Davies, nato Valentine Loewi Davies (New York, 25 agosto 1905 – Malibù, 23 luglio 1961), è stato uno sceneggiatore, regista e produttore cinematografico statunitense.

## Biografia
Suo padre, emigrato dei Paesi Bassi, arrivato negli Stati Uniti cambiò il suo nome da Davries in Davies.
Valentine Davies, nato a New York nel 1905, è conosciuto soprattutto per Il miracolo della 34ª strada (1947) grazie al quale ottenne un Oscar per il miglior soggetto, e Il re del jazz (The Benny Goodman Story) (1955), film di cui curò la sceneggiatura e che fu l'unico da lui diretto.
 
Negli anni 1949 e 1950, Davies fu presidente della Screen Writers Guild; negli anni 1960/1961, presidente della Academy of Motion Picture Arts and Sciences, l'istituzione che, nel 1929, aveva creato il Premio Oscar.

## Filmografia

### Sceneggiatore
- Stella nel cielo (Syncopation), regia di William Dieterle (1942)
- Tre ragazze in blu (Three Little Girls in Blue), regia di H. Bruce Humberstone, John Brahm (1946)
- Il miracolo della 34ª strada (Miracle on 34th Street), regia di George Seaton (1947)
- You Were Meant for Me, regia di Lloyd Bacon (1948)
- Chicken Every Sunday, regia di George Seaton (1949)
- Quando torna primavera (It Happens Every Spring), regia di Lloyd Bacon (1949)
- Divertiamoci stanotte (On the Riviera), regia di Walter Lang (1952)
- Marinai del re (Single-Handed), regia di Roy Boulting (953)
- La storia di Glenn Miller (The Glenn Miller Story), regia di Anthony Mann (1954)
- I ponti di Toko Ri (The Bridges at Toko-Ri), regia di Mark Robson (1954)
- Aquile nell'infinito (Strategic Air Command), regia di Anthony Mann (1955)
- Il re del jazz, regia di Valentine Davies (1955)
- Cominciò con un bacio (It Started with a Kiss), regia di George Marshall (1959)
- Uno scapolo in paradiso (Bachelor in Paradise), regia di Jack Arnold (1961)
- Miracolo nella 34ª strada (Miracle on 34th Stree), regia di Les Mayfield (1994)

### Regista
- Il re del jazz (1955)